# Myrmecophilus termitophilus
Myrmecophilus termitophilus är en insektsart som beskrevs av Maran 1959. Myrmecophilus termitophilus ingår i släktet Myrmecophilus och familjen Myrmecophilidae. Inga underarter finns listade i Catalogue of Life.